# Manu Katché
Manu Katché (* 27. října 1958 Saint-Maur-des-Fossés, Francie), vlastním jménem Emmanuel Katché, je francouzský jazzový a rockový bubeník a perkusionista původem z Pobřeží slonoviny. Dále působí i jako zpěvák, skladatel a autor textů.
Uznání získal v polovině 80. let díky spolupráci s Peterem Gabrielem a Stingem. Gabrielovo album So, vydané v roce 1986, které mělo komerční úspěch, mělo významný dopad na Katchého kariéru. Manu Katché později hrál i s dalšími uznávanými hudebníky, jako jsou např. Afro Celt Sound System, Jeff Beck, Al Di Meola, Dire Straits, Jan Garbarek, Manu Chao, Loreena McKennit, Youssou N'Dour, Robbie Robertson, Joe Satriani, Tori Amosová, Tracy Chapmanová, Rick Wright, Joni Mitchellová, Simple Minds, Tears for Fears, Joan Armatradingová, Manu Dibango, Gloria Estefanová, Francis Cabrel nebo Stephan Eicher.

## Sólová diskografie
- It's About Time (1991)
- Stick Around (1994)
- Neighbourhood (2005)
- Grévin (2006)
- Playground (2007)
- Third Round (2010)
- Manu Katché (ECM, 2012)
- Live in Concert (ACT, 2014)
- Touchstone for Manu (ECM, 2014)
- Unstatic (Anteprima, 2016)